# Tatjana Mihhailova-Saar
Tatjana Mihhailova-Saar, znana także jako Tanja (ur. 19 czerwca 1983 w Królewcu) – estońska piosenkarka i aktorka musicalowa rosyjskiego pochodzenia, współzałożycielka projektu muzycznego JZ Belle, wokalistka zespołów Nightlight Duo i Sunday Mood, reprezentantka Estonii w 59. Konkursie Piosenki Eurowizji (2014).

## Życiorys

### Wczesne lata
Urodziła się w Królewcu, a gdy miała dwa miesiące, wraz z rodzicami przeprowadziła się do Estonii. W wieku czterech lat, za namową mamy, zaczęła chodzić na zajęcia taneczne. Podczas jednego z treningów trenerka zwróciła uwagę na jej nucenie podczas tańca i zasugerowała jej udział w lekcjach śpiewu. W 2001 rozpoczęła naukę w Akademii Kultury Viljandi w Tartu

### Kariera muzyczna

#### 1998-2005: Nightlight Deo, JZ Belle
W 1998 wygrała festiwal Utriennaja zwiezda rozgrywany w Jurmale. Cztery lata później wzięła udział w bałtyckim konkursie muzycznym Fizz superstar 2002.

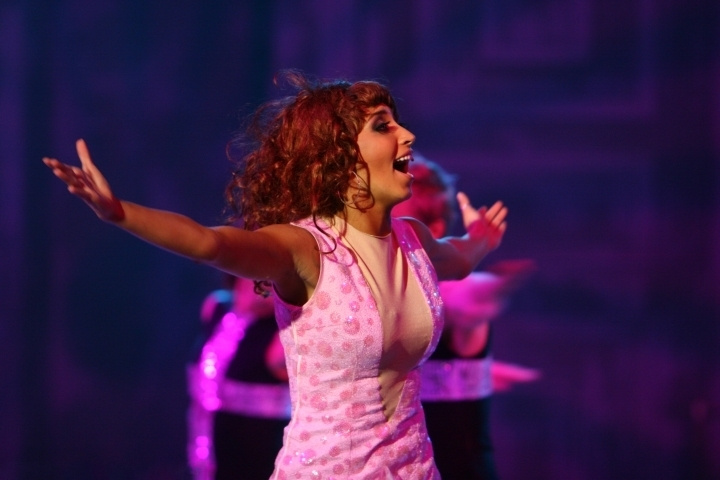
Mihhailova podczas występu w spektaklu Fame, 2006

W 2001 wraz z Ly Lumiste założyła zespół muzyczny Nightlight Duo, w którym śpiewała muzykę techno. Producentem duetu został Sven Lõhmus. Jeszcze w 2001 wydały swój pierwszy album studyjny, zatytułowany Jäljed liival, a w 2002 – płytę pt. La fiesta del sol. 26 stycznia wystąpiły w finale konkursu Eurolaul, będącego estońskimi eliminacjami do 47. Konkursu Piosenki Eurowizji, z piosenką „Another Country Song” nagraną wraz z grupą Cowboys. Zajęli drugie miejsce. W 2003 ponownie zdecydowały się na udział w krajowych selekcjach, tym razem z piosenką „I Can B the 1”, z którą zajęły czwarte miejsce. 
W 2004 zagrała rolę Sally Bowles w musicalu Cabaret. W tym samym roku rozpoczęła karierę solową, nawiązując współpracę z producentem muzycznym, Timo Vendtem. Wspólnie założyli projekt muzyczny o nazwie JZ Belle, pod którego szyldem wydali dwa albumy studyjne: JZ Belle (2004) i Teemant (2006).

#### 2006-2012: Sunday Mood i kariera musicalowa
Po zakończeniu pracy nad projektem JZ Belle założyła wspólnie z Vendtem zespół Sunday Mood, do którego zaprosili kanadyjskiego gitarzystę, Alexa Piera Federica. W 2009 wydali album studyjny, zatytułowany  Something More. Również w 2009, wraz z Tonym Vincentem i Rolfem Roosalu wystąpiła w sztuce Queen – The Doors of Time wystawianej w Theatre Vanemuine w Tartu. Zaangażowana była także w spektakle i widowiska muzyczne, takie jak m.in.: Fame, Hair, Chicago, Pocałunek kobiety pająka, Upiór w operze, Królewna Śnieżka, ABBA – Thank You for the Music, The Last Cowboy czy Thriller – Tribute to Michael Jackson.
W 2011 wzięła udział w dwóch programach telewizji TV3: Laulud tähtedega (estońskiej wersji formatu Tylko nas dwoje) oraz Laulupealinn. W obu z nich zajęła drugie miejsce. Wystąpiła także w produkcjach, takich jak m.in. Su nägu kõlab tuttavalt, Singing with the Stars czy Estonian Idol, w którym pełniła funkcję choreografa. 
W 2012 wydała swój szósty album studyjny, zatytułowany Gemini.

### Od 2014: Konkurs Piosenki Eurowizji iElan päev korraga

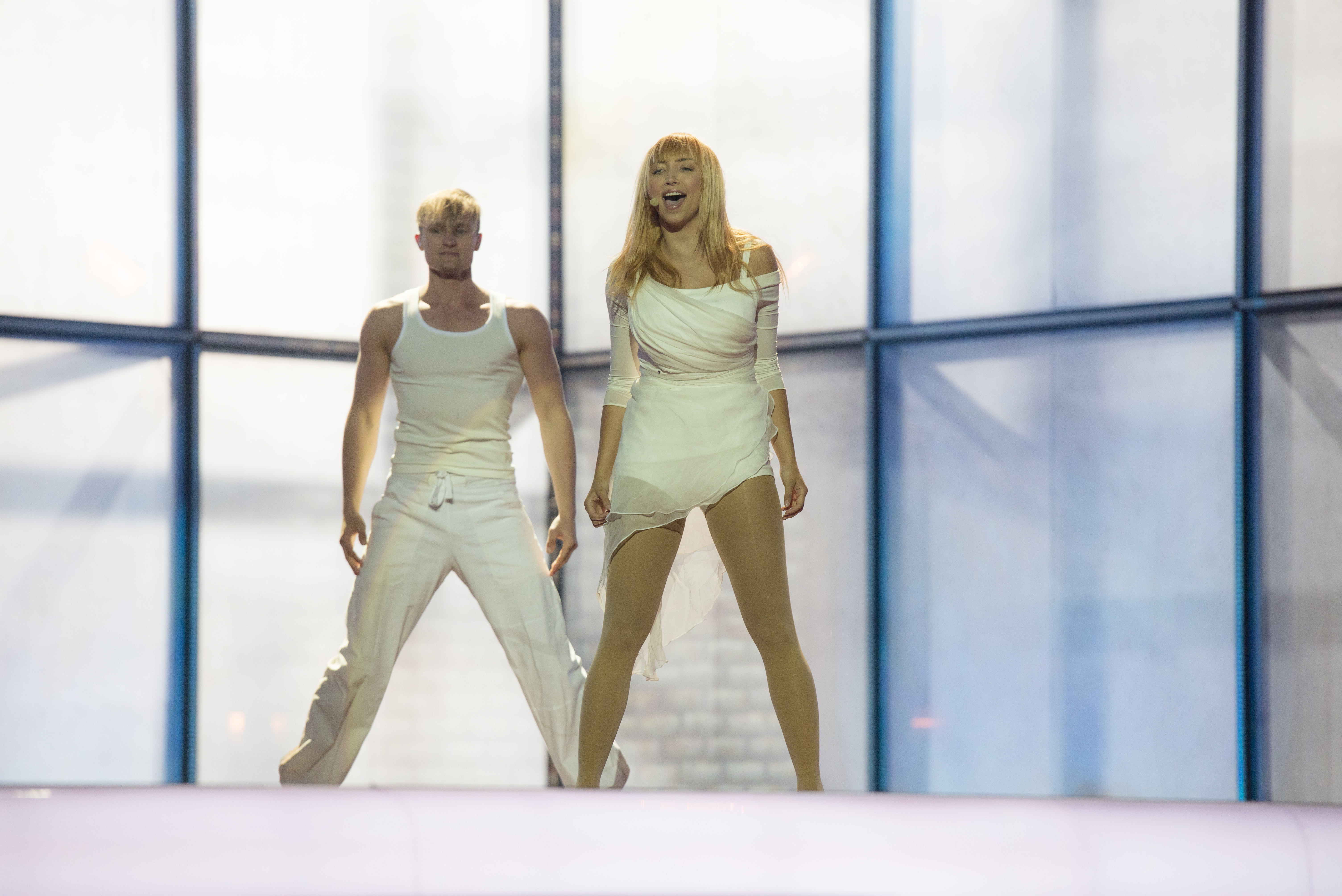
Tanja podczas prób do występu w półfinale 59. Konkursu Piosenki Eurowizji w Kopenhadze, maj 2014

W grudniu 2013 została ogłoszona jedną z uczestniczek krajowych eliminacji eurowizyjnych Eesti laul 2013, do których zgłosiła się z piosenką „Amazing”, napisaną we współpracy z Vendtem. 14 lutego 2014 wystąpiła w pierwszym koncercie półfinałowym selekcji i awansowała do finału rozgrywanego 1 marca. Zdobyła w nim łącznie 17 punktów (tj. 7 od jurorów oraz 10 od telewidzów), dzięki czemu uzyskała awans z drugiego miejsca do superfinału, w którym wygrała, zdobywając największe poparcie telewidzów (30 354 głosów), dzięki czemu została okrzyknięta reprezentantką Estonii w 59. Konkursie Piosenki Eurowizji organizowanym w Kopenhadze. Pod koniec kwietnia rozpoczęła próby kamerowe do występu w pierwszym półfinale konkursu, który odbył się 6 maja w B&W Hallerne. Zajęła w nim 12. miejsce, zdobywszy 36 punktów, nie zdobywając awansu do finału.
W lipcu wydała kolejny solowy singiel, „Forevermore”. Jesienią zasiadła za panelem jurorskim trzeciej edycji programu Su nägu kõlab tuttavalt. W grudniu wydała singiel, „Külmunud maa”. Zapowiadała nim swój siódmy album studyjny, zatytułowany Elan päev korraga, który ukazał się 26 listopada 2015. Trzecim singlem z płyty została tytułowa piosenka „Elan päev korraga”.

### Życie prywatne
We wrześniu 2016 poślubiła Mikka Saara. W lutym 2018 urodziła syna Teodora.

## Dyskografia

### Albumy studyjne

#### Wydane z zespołem Nightlight Duo
- Jäljed liival (2001)
- La fiesta del sol (2002)

#### Wydane z zespołem JZ Belle
- JZ Belle (2004)
- Teemant (2006)

#### Wydane z zespołem Sunday Mood
- Something More (2009)

#### Solowe
- Gemini (2012)
- Elan päev korraga (2015)